# Marcel de Constantinople
Marcel de Constantinople († vers 485), originaire de Syrie, higoumène (abbé) du monastère des Acémètes de Constantinople. Il lutte contre les hérésies monophysite et arienne. Considéré comme saint, sa mémoire est célébrée le 29 décembre.

## Biographie
Marcel est né à Apamée en Syrie, au début du Ve siècle. Il fait des études à Antioche, puis s'installe à Éphèse, où il exerce le métier de calligraphe. Il rejoint ensuite le petit monastère établi par son compatriote Alexandre à Constantinople, avant celui de Gomon en Bythinie sur la rive orientale du Bosphore. Lorsque la vie de l'higoumène Alexandre arrive à sa fin (430), redoutant d'être désigné pour prendre sa suite, il décide de quitter discrètement le monastère, et part se cacher. Il ne revient qu'après la mort d'Alexandre et l'élection de Jean le Calybite (de calybite : habitant d'une cabane secrète ou discrète servant à la contemplation) comme nouveau responsable de la communauté. À son retour, Jean ordonne Marcel comme diacre,,. Entre temps, la communauté monastique des Akoimetoi ou Akemetes   a abandonné Gomon pour revenir s'installer à proximité de la capitale.
Dans ce nouveau couvent situé à Eirenaion (aujourd'hui Çubuklu), les moines, qui chantaient les cantiques en continu toute la journée, même la nuit, sans jamais s'interrompre, reçoivent le nom « d'Acémète ». Jean décède rapidement, et Marcel ne peut échapper à son élection comme nouvel higoumène.
Il réforme le monastère, écartant les soupçons « de fanatisme et d'hérésie » qui pesaient encore sur ce type de monastère. La prière continuelle reste l'élément caractéristique de ce couvent, ce qui amène la population à considérer les moines comme « des veilleurs insomniaques de Dieu » (d'où leur nom d'acémète). Le travail intellectuel devint obligatoire pour les moines. La bibliothèque du couvent (la plus ancienne bibliothèque monastique mentionnée dans l'histoire de l'Église grecque), devient l'une des plus riches de tout l'Orient ; sous l'empereur Justinien, elle comptait 2 000 lettres de saint Isidore de Péluse. Le travail de Marcel fut tellement apprécié et remarqué de ses contemporains, qu'une partie des actions de ses deux prédécesseurs lui fut même attribuée par la suite,.
Il s'attèle à de nombreuses constructions, bénéficiant de généreuses donations de riches citoyens. Il agrandit sa bibliothèque, installe un atelier de copiste, construit un hôpital pour les pèlerins et un hospice pour les pauvres. Sous sa direction, le monastère devient le « grand monastère des Acémètes » et un centre culturel et intellectuel majeur de la région.Marcel fonde également de nouveaux monastères et donne pour mission aux moines de récolter les reliques des saints et le récit de leur vie et martyre. 
Vers 462, à Constantinople, saint Marcel bénéficie d'un nouveau monastère offert par Studius (latin) ou Stoudios (grec), un patrice devenu consul (454). Mis sous le vocable de Jean Baptiste, il est avant tout le monastère du Stoudios. L'ensemble de la direction monacale de Marcel s'étend sur 40/45 ans. Cette intense activité ne l'empêche pas de participer à des conférences dogmatiques ainsi qu'aux séances conciliaires.
En 448, à Constantinople, avec le patriarche Flavien, trente et un évêques et vingt-deux archimandrites, il signe la condamnation d'Eutychès et ses thèses monophysites. Mais celui-ci parvient, lors du deuxième concile d'Éphèse en 449, à le faire imposer. Marcel redouble d'efforts pour lutter contre cette hérésie, si bien que Théodoret de Cyr le cite en louant son action infatigable. En 451, il participe au concile de Chalcédoine, qui proclame le dyophysisme du Christ, c'est-à-dire les « deux natures », Jésus vrai Dieu et vrai homme. Sa réputation de sainteté est telle dans la population, que le 2 septembre 465, alors qu'un incendie ravage la ville de Constantinople, celui-ci s'arrête, d'après ses concitoyens, « à la prière de l'archimandrite »,,,.
Marcel poursuit son action « pour la défense de la vraie foi » du premier concile de Nicée et lutte contre l'arianisme. Il s'oppose alors au consul Aspar, arien qui tente d'imposer l'arianisme. Par deux fois, en 469 et 471, il empêche un membre de cette même famille de monter sur le trône impérial.
Marcel meurt autour de 485, il est immédiatement vénéré comme saint. Sa mémoire est célébrée dans l’Église catholique le 29 décembre,. 
Le monastère du Stoudion, tel qu'il était dirigé à l'époque de Marcel, exista sans doute jusqu'à l'époque de la persécution anti-monastique de Constantin V (766-775). Il subsista jusqu'en 1453, date à laquelle les Turcs s'emparèrent de Constantinople. Une église des Akoimetoi existait à Constantinople au IXe siècle, mentionnée dans le De ceremoniis.